# 크레이그 블레어
크레이그 필립 블레어(Craig Philip Blair, 1959년 10월 17일 ~ )는 미국의 정치인이다.

## 학력
- 제임스 럼지 기술 연구소

## 경력
- 2002.12 ~ 2010.12 제76·77·78·79대 웨스트버지니아주 하원의원
- 2012.12 ~ 2024.12 제81·82·83·84·85·86대 웨스트버지니아주 상원의원
- 2021.01 ~ 2025.01 제53대 웨스트버지니아주 상원의장

## 역대 선거 결과
| 선거명      | 직책명                               | 대수 | 정당   | 득표율  | 득표수   | 결과 | 당락                       |
| ----------- | ------------------------------------ | ---- | ------ | ------- | -------- | ---- | -------------------------- |
| 2002년 선거 | 하원의원 (웨스트버지니아 제52선거구) | 76대 | 공화당 | 64.58%  | 2,735표  | 1위  | 웨스트버지니아 주의원 당선 |
| 2004년 선거 | 하원의원 (웨스트버지니아 제52선거구) | 77대 | 공화당 | 62.54%  | 5,193표  | 1위  | 웨스트버지니아 주의원 당선 |
| 2006년 선거 | 하원의원 (웨스트버지니아 제52선거구) | 78대 | 공화당 | 100.00% | 3,716표  | 1위  | 웨스트버지니아 주의원 당선 |
| 2008년 선거 | 하원의원 (웨스트버지니아 제52선거구) | 79대 | 공화당 | 54.83%  | 4,994표  | 1위  | 웨스트버지니아 주의원 당선 |
| 2010년 선거 | 상원의원 (웨스트버지니아 제16부)     | 80대 | 공화당 | 49.60%  | 18,437표 | 2위  | 낙선                       |
| 2012년 선거 | 상원의원 (웨스트버지니아 제15부)     | 81대 | 공화당 | 80.77%  | 28,766표 | 1위  | 웨스트버지니아 주의원 당선 |
| 2016년 선거 | 상원의원 (웨스트버지니아 제15부)     | 83대 | 공화당 | 70.44%  | 32,475표 | 1위  | 웨스트버지니아 주의원 당선 |
| 2020년 선거 | 상원의원 (웨스트버지니아 제15부)     | 85대 | 공화당 | 80.10%  | 41,560표 | 1위  | 웨스트버지니아 주의원 당선 |